# 須賀町 (新宿区)
須賀町（すがちょう）は、東京都新宿区の町名。住居表示未実施。丁目の設定がない単独町名である。

## 地理
新宿区の南東部に位置する。北部は、四谷三丁目に接する。須賀町の町域の大部分は台地上にあり、東部から南東部にかけては若葉の谷間に続いている。南部は、信濃町、西部は左門町という、いずれも同じ台地上の町に続いている。
町域の南西端が一部で外苑東通りに接しているものの、その他の大部分は大通りからは離れている。また、町域南部の戒行寺坂から外苑東通りに抜ける通り沿いには多くの寺院が並んでいる。主に住宅地として利用される。

### 戒行寺坂
戒行寺坂（かいぎょうじざか）は、須賀町9番の日蓮宗戒行寺の前に始まる坂道で、東方の若葉二丁目（かつての鮫河橋谷町）に下っている。戒行寺の向かい側は曹洞宗宗福寺であり、坂道の坂下はかつて「戒行寺谷」と呼ばれていた。
坂の名称は、坂上の戒行寺に因んでいる（『御府内備考』）。また、この坂には「油揚坂」という別名もあるが、これはかつて坂の途中に豆腐屋があり、その店の油揚豆腐が評判となっていたことによる（『新撰東京名所図会』）。さらに、この地には、その豆腐を買いに来た東福院の豆腐地蔵の伝説も伝わっている。

## 歴史
最初に須賀町が成立したのは1872年（明治5年）のことであった。その後1878年（明治11年）11月、四谷区が成立して「四谷須賀町」となり、1911年（明治44年）には四谷の冠が外されて現在の名称「須賀町」となった。さらに須賀町は1943年（昭和18年）、隣接する南寺町（明治44年以前の名称は「四谷南寺町」）を編入して町域を広げた。
1947年（昭和22年）、四谷区が消滅して新宿区が成立したことから新宿区須賀町となって現在に至っている。
行政区分の変遷
- 1868年（明治元年）9月 - ：　東京府
- 1878年（明治11年）11月 - ：　東京府四谷区
- 1889年（明治22年）5月 - ：　東京府東京市四谷区
- 1943年（昭和18年）7月 - ：　東京都四谷区
- 1947年（昭和22年）3月 - ：　東京都新宿区

### 地名の由来
町域内の須賀神社に由来する。

## 世帯数と人口
2025年（令和7年）3月1日現在（新宿区発表）の世帯数と人口は以下の通りである。
- 世帯数 : 822世帯
- 人口 : 1,361人

### 人口の変遷
国勢調査による人口の推移。
| 年                 | 人口  |
| ------------------ | ----- |
| 1995年（平成7年）  | 1,323 |
| 2000年（平成12年） | 1,357 |
| 2005年（平成17年） | 1,290 |
| 2010年（平成22年） | 1,305 |
| 2015年（平成27年） | 1,371 |
| 2020年（令和2年）  | 1,400 |

### 世帯数の変遷
国勢調査による世帯数の推移。
| 年                 | 世帯数 |
| ------------------ | ------ |
| 1995年（平成7年）  | 675    |
| 2000年（平成12年） | 731    |
| 2005年（平成17年） | 727    |
| 2010年（平成22年） | 771    |
| 2015年（平成27年） | 785    |
| 2020年（令和2年）  | 838    |

## 学区
区立小・中学校に通う場合、学区は以下の通りとなる（2018年8月時点）。
- 区域 : 全域
  - 小学校 : 新宿区立四谷第六小学校
  - 中学校 : 新宿区立四谷中学校

## 交通
町域に鉄道駅はなく、地下鉄丸ノ内線の四谷三丁目駅やJR総武線（各駅停車）の信濃町駅が最寄り駅となる。

## 事業所
2021年（令和3年）現在の経済センサス調査による事業所数と従業員数は以下の通りである。
| 町丁   | 事業所数 | 従業員数 |
| ------ | -------- | -------- |
| 須賀町 | 84事業所 | 310人    |

### 事業者数の変遷
経済センサスによる事業所数の推移。
| 年                 | 事業者数 |
| ------------------ | -------- |
| 2016年（平成28年） | 75       |
| 2021年（令和3年）  | 84       |

### 従業員数の変遷
経済センサスによる従業員数の推移。
| 年                 | 従業員数 |
| ------------------ | -------- |
| 2016年（平成28年） | 343      |
| 2021年（令和3年）  | 310      |

## 施設

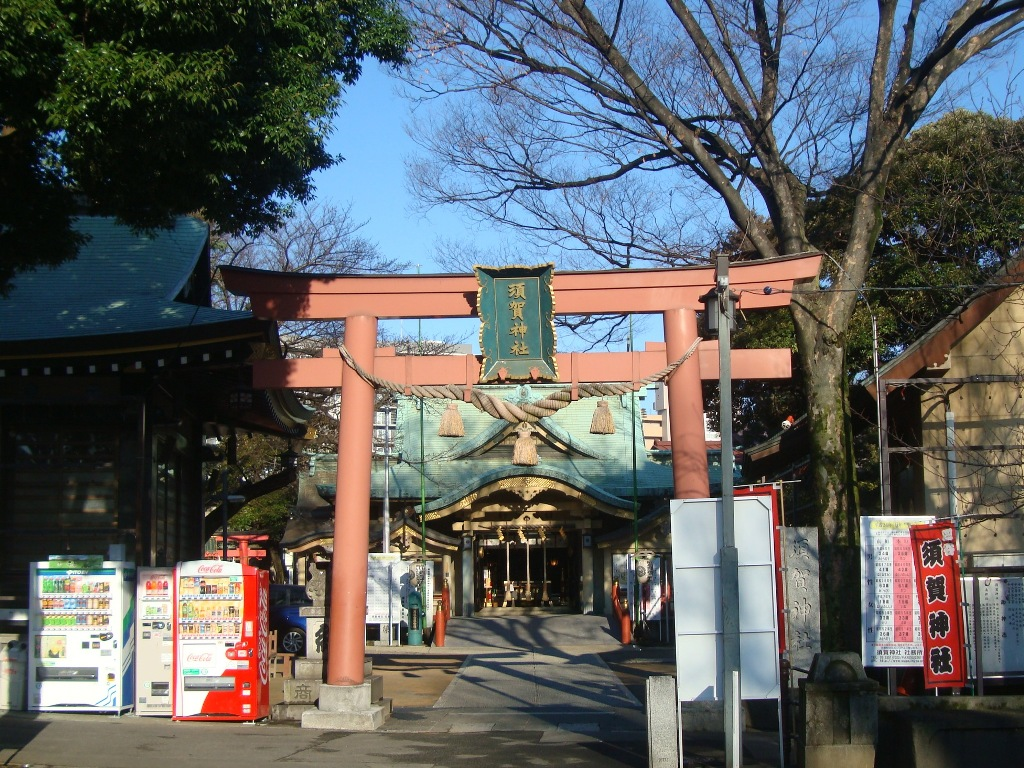
須賀神社

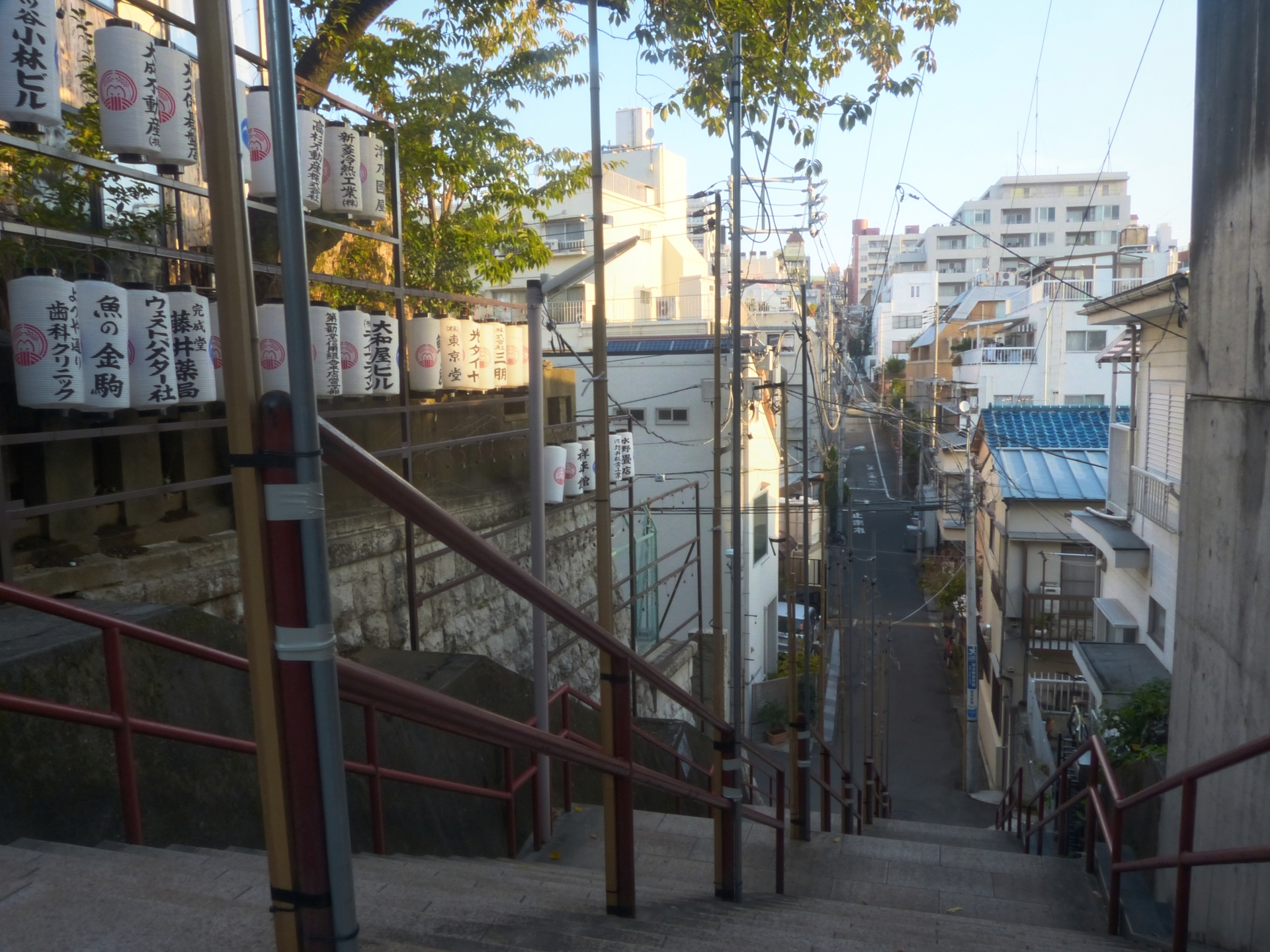
須賀神社石段

- 丸正チェーン商事本社　-　総本店は四谷三丁目、新宿通りにある。
- 本性寺
- 法恩寺
- 松巌寺
- 永心寺
- 西応寺
- 宗福寺
- 一燈寺
- 戒行寺
- 須賀神社　-　四谷の総鎮守。

## その他

### 日本郵便
- 郵便番号 : 160-0018[3]（集配局 : 新宿郵便局[19]）。